# Mẹ ma
Mẹ ma (tựa gốc: Mama) là một phim kinh dị siêu thực giả tưởng năm 2013 do Canada và Tây Ban Nha hợp tác  bởi Andrés Muschietti đạo diễn và biên kịch dựa trên phim ngắn Mamá của anh năm 2008.
Bộ phim có sự tham gia của hai diễn viên chính là Jessica Chastain và Nikolaj Coster-Waldau và được Zandy Federico và đồng biên kịch Bárbara Muschietti sản xuất cùng với Guillermo del Toro là giám đốc sản xuất
Bộ phim kể về hai chị em bị bỏ lại ở một căn nhà hoang trong rừng và được chăm sóc bởi một thực thể không rõ ràng được chúng ngây ngô gọi là "Mama", sau cùng đã đi theo chúng về căn nhà ở ngoại ô khi hai đứa trẻ được người chú tìm thấy và đón về nuôi. Ban đầu, bộ phim dự định công chiếu vào tháng 10 năm 2012 nhưng sau đó được lùi lại ra rạp vào ngày 18 tháng 1 năm 2013.

## Phản hồi

### Giới phê bình
Mama nhận được đánh giá tích cực từ các nhà phê bình; hiện đạt mức đánh giá 65% trên Rotten Tomatoes dựa trên 149 ý kiến. Các ý kiến đồng thuận trên trang này nói: "Nếu bạn thích bước vào trường học bỏ hoang đáng sợ hơn là máu me rẻ tiền, bạn có thể sẽ hiểu được kết cấu kịch bản phức tạp được sắp đặt sẵn của Mama."

### Phòng vé
Bộ phim thu về $28,402,310 trong tuần lễ mở màn, ra mắt ở vị trí #1 và công chiếu tại 2,647 rạp. Cho đến ngày 4 tháng 4 năm 2013, doanh thu đạt $146,428,180 trên toàn cầu và thành công về mặt thương mại.

## Diễn viên
- Jessica Chastain vai Annabel
- Nikolaj Coster-Waldau vai Lucas Desange / Jeffrey Desange
- Megan Charpentier vai Victoria Desange
  - Morgan McGarry as Victoria lúc bé
- Isabelle Nélisse vai Lilly 
  - Maya and Sierra Dawe vai Lilly lúc bé
- Daniel Kash vai Tiến sĩ Gerald Dreyfuss
- Javier Botet vai Mama
  - Laura Guiteras vai Mama (Lồng tiếng)
  - Melina Matthews vai Mama (Lồng tiếng)
  - Hannah Cheesman vai Mama xinh đẹp / Edith Brennan
- Jane Moffat as Jean Podolski / Mama (Lồng tiếng)
- David Fox vai Burnsie
- Julia Chantrey vai Nina
- Elva Mai Hoover vai Secretary
- Dominic Cuzzocrea vai Ron
- Diane Gordon vai Louise

## Giải thưởng
| Giải                      | Hạng mục                                        | Người nhận        | Kết quả | Nguồn. |
| ------------------------- | ----------------------------------------------- | ----------------- | ------- | ------ |
| Giải thưởng Saturn        | Giải cho phim kinh dị xuất sắc nhất             | Mama              | Đề cử   |        |
| Giải thưởng Diễn viên trẻ | Giải cho diễn viên nhí xuất sắc nhất trong phim | Megan Charpentier | Đề cử   | [ 11 ] |
| Giải thưởng Diễn viên trẻ | Giải diễn viên phụ xuất sắc nhất                | Morgan McGarry    | Đề cử   | [ 11 ] |
| Giải thưởng Diễn viên trẻ | Giải diễn viên phụ xuất sắc nhất                | Isabelle Nelisse  | Đề cử   | [ 11 ] |